# Ла Гвардија (Ливорно)
Ла Гвардија је насеље у Италији у округу Ливорно, региону Тоскана.
Према процени из 2011. у насељу је живело 91 становника. Насеље се налази на надморској висини од 116 м.